# 8856 Celastrus
8856 Celastrus este un asteroid din centura principală de asteroizi.

## Descriere
8856 Celastrus este un asteroid din centura principală de asteroizi. A fost descoperit pe 6 iunie 1991 la Observatorul La Silla de Eric Walter Elst. El prezintă o orbită caracterizată de o semiaxă mare de 2,35 ua, o excentricitate de 0,10 și o înclinație de 2,4° în raport cu ecliptica.